# BG Voz

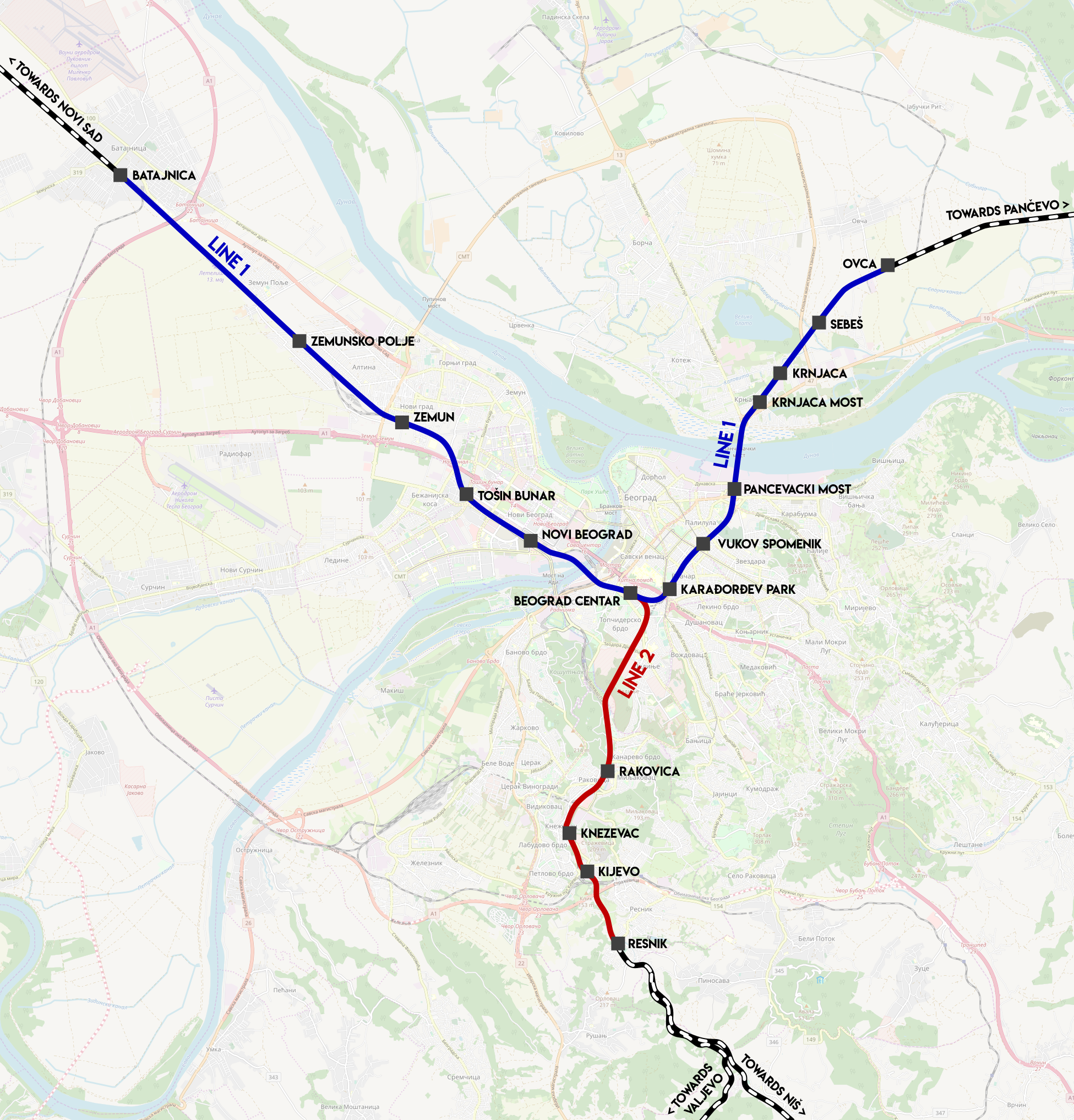
Liniennetz der BG:Voz

BG:Voz ist ein schienengebundenes Nahverkehrssystem in Belgrad.

## Geschichte
Die erste Linie von BG:Voz nahm im September 2010 den Dienst auf dem Teilstück der ehemaligen Beovoz-Linie 1 zwischen Bahnhof Novi Beograd und Pančevo-Brücke auf. Ab April 2011 wurde die Linie nach Westen bis Batajnica verlängert. Die Verlängerung nach Norden, über die Donau bis Ovča ab 2016 wurde durch einen Kredit der Russischen Eisenbahnen finanziert.
Linie 2 ersetzt die Beovoz-Linie 3 zwischen den Bahnhöfen Beograd Centar und Resnik. Die vorher durch Beovoz bedienten Strecken zwischen der Pančevo-Brücke und Pančevo sowie zwischen Resnik und Mladenovac wurden in den Regionalzugverkehr integriert.

## Liniennetz

### Linie 1
Die Linie 1 verläuft von Batajnica über den Bahnhof Novi Beograd und den Bahnhof Beograd Centar über die Pančevo-Brücke nach Ovča. Die Gesamtreisezeit variiert zwischen 51 und 60 Minuten.
Die Linie verkehrt unregelmäßig, tagsüber (6 bis 21 Uhr) zumeist mit zwei bis drei Zugpaaren pro Stunde.

### Linie 2
Die Linie 2 verläuft vom Bahnhof Beograd Centar nach Resnik.
BG:Voz bedient die Strecke derzeit mit nur zwei Zugpaaren täglich. Die Strecke wird jedoch auch unregelmäßig von Regionalzügen bedient.